# Liolaemus shehuen
Liolaemus shehuen — вид ігуаноподібних ящірок родини Liolaemidae. Ендемік Аргентини.

## Поширення і екологія
Liolaemus shehuen мешкають в горах Сьєрра-де-Тальсен та в сусіднах районах на півночі провінції Чубут і Санта-Крус. Вони живуть в піщаних місцевостях, місцями порослих чагарниками. Зустрічаються на висоті від 800 до 900 м над рівнем моря. Живляться комахами, відкладають яйця.